# Colombiaans voetbalelftal in 1997
Het Colombiaans voetbalelftal speelde in totaal achttien officiële interlands in het jaar 1997, waaronder negen duels in de kwalificatiereeks voor de WK-eindronde in Frankrijk, en vier duels in de strijd om de Copa América in Bolivia. De nationale selectie stond voor het derde jaar op rij onder leiding van bondscoach Hernán Darío Gómez. Net als zijn voorganger Francisco Maturana wist hij de nationale selectie naar de WK-eindronde te loodsen. Op de in 1993 geïntroduceerde FIFA-wereldranglijst zakte Colombia in 1997 van de 4de (januari 1997) naar de 10de plaats (december 1997).

## Balans
| Wedstrijden | Wedstrijden | Wedstrijden | Wedstrijden | Doelpunten | Doelpunten | Doelpunten | Punten |
| Gespeeld    | Winst       | Gelijk      | Verlies     | Voor       | Tegen      | Saldo      | Punten |
| ----------- | ----------- | ----------- | ----------- | ---------- | ---------- | ---------- | ------ |
| 18          | 5           | 4           | 9           | 19         | 22         | –3         | 0.777  |

## Interlands
|                                                       |                       |       |           | |
| 8 februari Vriendschappelijk № 284 «onderlinge duels» | Colombia              | 1 – 0 | Slowakije | Estadio Hernán Ramírez Villegas, Pereira Toeschouwers: 18.000 Scheidsrechter: Julio Idarraga (COL) |
| 8 februari Vriendschappelijk № 284 «onderlinge duels» | Faustino Asprilla 52' |       |           | Estadio Hernán Ramírez Villegas, Pereira Toeschouwers: 18.000 Scheidsrechter: Julio Idarraga (COL) |

|                                                      |          |                   |            |                                                                                                |
| 12 februari WK-kwalificatie № 285 «onderlinge duels» | Colombia | 0 – 1             | Argentinië | Estadio Metropolitano, Barranquilla Toeschouwers: 50.000 Scheidsrechter: Antônio Pereira (BRA) |
| 12 februari WK-kwalificatie № 285 «onderlinge duels» |          | 10' Claudio López |            | Estadio Metropolitano, Barranquilla Toeschouwers: 50.000 Scheidsrechter: Antônio Pereira (BRA) |

|                                                  |                                   |       |                          |                                                                                                   |
| 2 april WK-kwalificatie № 286 «onderlinge duels» | Paraguay                          | 2 – 1 | Colombia                 | Estadio Defensores del Chaco, Asunción Toeschouwers: 37.297 Scheidsrechter: Wilson Mendonça (BRA) |
| 2 april WK-kwalificatie № 286 «onderlinge duels» | Carlos Gamarra 6' Derlis Soto 57' |       | 55' (pen) Mauricio Serna | Estadio Defensores del Chaco, Asunción Toeschouwers: 37.297 Scheidsrechter: Wilson Mendonça (BRA) |

|                                                   |          |                 |      |                                                                                               |
| 30 april WK-kwalificatie № 287 «onderlinge duels» | Colombia | 0 – 1           | Peru | Estadio Metropolitano, Barranquilla Toeschouwers: 22.172 Scheidsrechter: Márcio Rezende (BRA) |
| 30 april WK-kwalificatie № 287 «onderlinge duels» |          | 62' José Pereda |      | Estadio Metropolitano, Barranquilla Toeschouwers: 22.172 Scheidsrechter: Márcio Rezende (BRA) |

|                                                 |                |       |                     |                                                                                             |
| 8 juni WK-kwalificatie № 288 «onderlinge duels» | Uruguay        | 1 – 1 | Colombia            | Estadio Centenario, Montevideo Toeschouwers: 37.200 Scheidsrechter: Francisco Dacildo (BRA) |
| 8 juni WK-kwalificatie № 288 «onderlinge duels» | Darío Silva 6' |       | 47' Hamilton Ricard | Estadio Centenario, Montevideo Toeschouwers: 37.200 Scheidsrechter: Francisco Dacildo (BRA) |

| Copa América 1997 |
| ----------------- |

|                                                       |                                      |       |                     |                                                                                                |
| 13 juni Copa América Groep C № 289 «onderlinge duels» | Mexico                               | 2 – 1 | Colombia            | Estadio Ramón Aguilera, Santa Cruz Toeschouwers: 35.000 Scheidsrechter: Horacio Elizondo (ARG) |
| 13 juni Copa América Groep C № 289 «onderlinge duels» | Luis Hernández 7' Luis Hernández 11' |       | 58' Hamilton Ricard | Estadio Ramón Aguilera, Santa Cruz Toeschouwers: 35.000 Scheidsrechter: Horacio Elizondo (ARG) |

|                                                       |                                                                                         |       |                     |                                                                                                   |
| 16 juni Copa América Groep C № 290 «onderlinge duels» | Colombia                                                                                | 4 – 1 | Costa Rica          | Estadio Ramón Aguilera, Santa Cruz Toeschouwers: 25.000 Scheidsrechter: Esfandiar Baharmast (USA) |
| 16 juni Copa América Groep C № 290 «onderlinge duels» | Neider Morantes 13' Neider Morantes 23' Wilmer Cabrera 61' (pen) Víctor Aristizábal 78' |       | 66' Mauricio Wright | Estadio Ramón Aguilera, Santa Cruz Toeschouwers: 25.000 Scheidsrechter: Esfandiar Baharmast (USA) |

|                                                       |                       |       |          |                                                                                                 |
| 19 juni Copa América Groep C № 291 «onderlinge duels» | Brazilië              | 2 – 0 | Colombia | Estadio Ramón Aguilera, Santa Cruz Toeschouwers: 30.000 Scheidsrechter: Epifanio González (PAR) |
| 19 juni Copa América Groep C № 291 «onderlinge duels» | Dunga 10' Edmundo 67' |       |          | Estadio Ramón Aguilera, Santa Cruz Toeschouwers: 30.000 Scheidsrechter: Epifanio González (PAR) |

|                                                           |                                       |       |                    |                                                                                            |
| 21 juni Copa América Kwartfinale № 292 «onderlinge duels» | Bolivia                               | 2 – 1 | Colombia           | Estadio Hernando Siles, La Paz Toeschouwers: 30.000 Scheidsrechter: Horacio Elizondo (ARG) |
| 21 juni Copa América Kwartfinale № 292 «onderlinge duels» | Marco Etcheverry 3' Erwin Sánchez 23' |       | 56' Hermán Gaviria | Estadio Hernando Siles, La Paz Toeschouwers: 30.000 Scheidsrechter: Horacio Elizondo (ARG) |

|  |  |  |  |  |  |  |  |  |

|                                                 |                                                                         |       |                     |                                                                                       |
| 5 juli WK-kwalificatie № 293 «onderlinge duels» | Chili                                                                   | 4 – 1 | Colombia            | Estadio Nacional, Santiago Toeschouwers: 70.647 Scheidsrechter: Paolo Borgosano (VEN) |
| 5 juli WK-kwalificatie № 293 «onderlinge duels» | Marcelo Salas 16' Marcelo Salas 26' Marcelo Salas 41' Iván Zamorano 90' |       | 52' Hamilton Ricard | Estadio Nacional, Santiago Toeschouwers: 70.647 Scheidsrechter: Paolo Borgosano (VEN) |

|                                                  |                     |       |         |                                                                                               |
| 20 juli WK-kwalificatie № 294 «onderlinge duels» | Colombia            | 1 – 0 | Ecuador | Estadio Metropolitano, Barranquilla Toeschouwers: 35.000 Scheidsrechter: Márcio Rezende (BRA) |
| 20 juli WK-kwalificatie № 294 «onderlinge duels» | Antony de Ávila 87' |       |         | Estadio Metropolitano, Barranquilla Toeschouwers: 35.000 Scheidsrechter: Márcio Rezende (BRA) |

|                                                       |                     |       |          |                                                                                          |
| 6 augustus Vriendschappelijk № 295 «onderlinge duels» | Jamaica             | 1 – 0 | Colombia | Independence Park, Kingston Toeschouwers: 15.000 Scheidsrechter: Peter Prendergast (JAM) |
| 6 augustus Vriendschappelijk № 295 «onderlinge duels» | Ricardo Gardner 55' |       |          | Independence Park, Kingston Toeschouwers: 15.000 Scheidsrechter: Peter Prendergast (JAM) |

|                                                      |                                                                |       |         |                                                                                                 |
| 20 augustus WK-kwalificatie № 296 «onderlinge duels» | Colombia                                                       | 3 – 0 | Bolivia | Estadio Metropolitano, Barranquilla Toeschouwers: 25.912 Scheidsrechter: Cláudio Vinícius (BRA) |
| 20 augustus WK-kwalificatie № 296 «onderlinge duels» | Antony de Ávila 1' Carlos Valderrama 30' Faustino Asprilla 76' |       |         | Estadio Metropolitano, Barranquilla Toeschouwers: 25.912 Scheidsrechter: Cláudio Vinícius (BRA) |

|                                                        |                                    |       |                        |                                                                                  |
| 24 augustus Vriendschappelijk № 297 «onderlinge duels» | Peru                               | 2 – 1 | Colombia               | Estadio Nacional, Lima Toeschouwers: 15.000 Scheidsrechter: Víctor Mayorga (PER) |
| 24 augustus Vriendschappelijk № 297 «onderlinge duels» | José Pereda 25' Roberto Farfán 40' |       | 28' John Mario Ramírez | Estadio Nacional, Lima Toeschouwers: 15.000 Scheidsrechter: Víctor Mayorga (PER) |

|                                                        |                                       |       |                                          |                                                                               |
| 7 september Vriendschappelijk № 298 «onderlinge duels» | Colombia                              | 2 – 2 | El Salvador                              | Giants Stadium, East Rutherford Toeschouwers: 25.000 Scheidsrechter: onbekend |
| 7 september Vriendschappelijk № 298 «onderlinge duels» | Ricardo Pérez 48' Everth Palacios 69' |       | 6' Alexánder Amaya 79' Wilfredo Sanabria | Giants Stadium, East Rutherford Toeschouwers: 25.000 Scheidsrechter: onbekend |

|                                                       |                    |       |           | |
| 10 september WK-kwalificatie № 299 «onderlinge duels» | Colombia           | 1 – 0 | Venezuela | Estadio Metropolitano, Barranquilla Toeschouwers: 35.000 Scheidsrechter: Carlos Elias Pimentel (BRA) |
| 10 september WK-kwalificatie № 299 «onderlinge duels» | Wilmer Cabrera 67' |       |           | Estadio Metropolitano, Barranquilla Toeschouwers: 35.000 Scheidsrechter: Carlos Elias Pimentel (BRA) |

|                                                      |           |       |          |                                                                                     |
| 8 oktober Vriendschappelijk № 300 «onderlinge duels» | Noorwegen | 0 – 0 | Colombia | Ullevaal Stadion, Oslo Toeschouwers: 18.028 Scheidsrechter: Karl-Erik Nilsson (SWE) |
| 8 oktober Vriendschappelijk № 300 «onderlinge duels» |           |       |          | Ullevaal Stadion, Oslo Toeschouwers: 18.028 Scheidsrechter: Karl-Erik Nilsson (SWE) |

|                                                      |                      |       |                       | |
| 16 november WK-kwalificatie № 301 «onderlinge duels» | Argentinië           | 1 – 1 | Colombia              | Estadio Alberto J. Armando, Buenos Aires Toeschouwers: 40.000 Scheidsrechter: Márcio Rezende (BRA) |
| 16 november WK-kwalificatie № 301 «onderlinge duels» | Fernando Cáceres 79' |       | 20' Carlos Valderrama | Estadio Alberto J. Armando, Buenos Aires Toeschouwers: 40.000 Scheidsrechter: Márcio Rezende (BRA) |

## Statistieken
| Faryd Mondragón       | 1971-06-21 | CA Independiente       | 8  | 0 | 0 | 21  | 0  |
| Miguel Ángel Calero   | 1971-04-14 | Deportivo Cali         | 4  | 2 | 0 | 11  | 0  |
| René Higuita          | 1966-08-28 | CD Veracruz            | 2  | 0 | 0 | 65  | 3  |
| Óscar Córdoba         | 1970-02-03 | Boca Juniors           | 4  | 0 | 0 | 35  | 0  |
| Verdediging           |            |                        |    |   |   |     |    |
| Jorge Bermúdez        | 1971-06-18 | Boca Juniors           | 14 | 0 | 0 | 37  | 3  |
| Iván Córdoba          | 1976-08-11 | CA San Lorenzo         | 9  | 0 | 0 | 9   | 0  |
| Hugo Galeano          | 1964-08-26 | Atlético Junior        | 8  | 1 | 0 | 14  | 0  |
| Luis Antonio Moreno   | 1970-12-25 | Deportes Tolima        | 7  | 1 | 0 | 18  | 0  |
| José Fernando Santa   | 1970-09-12 | Atlético Nacional      | 7  | 0 | 0 | 19  | 0  |
| Alexis Mendoza        | 1961-11-08 | CD Veracruz            | 5  | 0 | 0 | 67  | 3  |
| Osman López           | 1970-07-30 | Millonarios            | 3  | 0 | 0 | 8   | 0  |
| Wilson Pérez          | 1967-08-09 | Deportivo Unicosta     | 3  | 0 | 0 | 55  | 3  |
| Ever Palacios         | 1969-01-18 | Deportivo Cali         | 2  | 1 | 1 | 3   | 1  |
| Carlos Asprilla       | 1970-10-19 | América de Cali        | 2  | 1 | 0 | 3   | 0  |
| Jairo Ampudia         | 1966-02-14 | Deportivo Cortuluá     | 1  | 1 | 0 | 2   | 0  |
| Geovanis Cassiani     | 1970-01-10 | América de Cali        | 1  | 0 | 0 | 7   | 0  |
| Francisco Mosquera    | 1973-11-05 | Atlético Nacional      | 1  | 0 | 0 | 2   | 0  |
| Flaminio Rivas        | 1969-02-16 | Millonarios            | 1  | 0 | 0 | 1   | 0  |
| Roberto Carlos Cortés | 1977-07-20 | Independiente Medellín | 0  | 1 | 0 | 1   | 0  |
| Victor Marulanda      | 1971-02-03 | Alianza Lima           | 0  | 1 | 0 | 2   | 0  |
| Middenveld            |            |                        |    |   |   |     |    |
| Wilmer Cabrera        | 1967-09-15 | CA Independiente       | 13 | 0 | 2 | 41  | 3  |
| Carlos Valderrama     | 1961-09-02 | Tampa Bay Mutiny       | 11 | 0 | 2 | 102 | 9  |
| John Wilmar Pérez     | 1970-02-21 | Deportivo Cali         | 9  | 2 | 0 | 11  | 0  |
| Mauricio Serna        | 1968-01-22 | Boca Juniors           | 9  | 0 | 1 | 35  | 2  |
| Freddy Rincón         | 1966-08-14 | SC Corinthians         | 7  | 0 | 0 | 71  | 16 |
| Hernán Gaviria        | 1969-11-27 | Atlético Nacional      | 6  | 1 | 1 | 26  | 3  |
| Leonel Álvarez        | 1965-07-29 | CD Veracruz            | 6  | 0 | 0 | 101 | 1  |
| Víctor Pacheco        | 1974-09-24 | Atlético Junior        | 5  | 7 | 0 | 19  | 1  |
| Harold Lozano         | 1972-03-30 | Real Valladolid        | 5  | 1 | 0 | 31  | 3  |
| John Mario Ramírez    | 1971-12-03 | Millonarios            | 3  | 0 | 1 | 6   | 2  |
| Neider Morantes       | 1975-08-03 | Atlético Nacional      | 2  | 4 | 2 | 6   | 2  |
| Jorge Bolaño          | 1977-04-28 | Atlético Junior        | 2  | 1 | 1 | 5   | 1  |
| Arley Betancourt      | 1975-03-04 | Deportivo Cali         | 2  | 0 | 0 | 4   | 0  |
| Andrés Estrada        | 1967-11-12 | Deportivo Cali         | 1  | 3 | 0 | 11  | 0  |
| Edison Mafla          | 1971-08-14 | Deportivo Cali         | 1  | 1 | 0 | 5   | 0  |
| Giovanni Hernández    | 1976-06-16 | Independiente Medellín | 0  | 1 | 0 | 1   | 0  |
| Nelson Hurtado        | 1967-06-01 | Deportivo Cali         | 0  | 1 | 0 | 2   | 0  |
| Luis Quiñónez         | 1968-10-05 | Deportes Tolima        | 0  | 1 | 0 | 17  | 3  |
| William Zapata        | 1975-09-11 | América de Cali        | 0  | 1 | 0 | 1   | 0  |
| Aanval                |            |                        |    |   |   |     |    |
| Hamilton Ricard       | 1974-01-12 | Middlesbrough          | 7  | 6 | 3 | 17  | 4  |
| Victor Aristizábal    | 1971-12-09 | São Paulo FC           | 7  | 1 | 1 | 39  | 6  |
| Faustino Asprilla     | 1969-11-10 | AC Parma               | 7  | 0 | 2 | 38  | 15 |
| Antony de Ávila       | 1962-12-21 | SC Barcelona           | 5  | 3 | 2 | 49  | 13 |
| Ricardo Pérez         | 1973-07-21 | Millonarios            | 2  | 1 | 1 | 2   | 1  |
| Víctor Bonilla        | 1971-01-23 | Deportivo Cali         | 1  | 3 | 0 | 4   | 0  |
| Luis Zuleta           | 1974-08-07 | Unión Magdalena        | 1  | 3 | 0 | 4   | 0  |
| Walter Escobar        | 1966-09-26 | Deportivo Cali         | 1  | 1 | 0 | 3   | 0  |
| Juan Pablo Ángel      | 1975-10-24 | CA River Plate         | 1  | 0 | 0 | 3   | 1  |
| Adolfo Valencia       | 1968-02-06 | AC Reggiana            | 1  | 0 | 0 | 30  | 14 |
| Iván Valenciano       | 1972-03-18 | Monarcas Morelia       | 1  | 0 | 0 | 24  | 9  |
| Leonardo Moreno       | 1973-11-02 | América de Cali        | 0  | 1 | 0 | 1   | 0  |
| Carlos Rodas          | 1975-02-04 | Deportivo Pereira      | 0  | 1 | 0 | 1   | 0  |

Colfútbol · A-internationals · Selecties · Statistieken · Bondscoaches · Colombiaans vrouwenelftal · Olympisch elftal · Colombia U20 · Colombia U17
1938 – 1949 ·
1950 – 1959 ·
1960 – 1969 ·
1970 – 1979 ·
1980 – 1989 ·
1990 – 1999 ·
2000 – 2009 ·
2010 – 2019 ·
2020 – 2029
WK 1962 · 
WK 1990 · 
WK 1994 · 
WK 1998 · 
WK 2014 · 
WK 2018
OS 1968 · 
OS 1972 · 
OS 1980 · 
OS 1992 · 
OS 2016
1938 · 
1939 · 1940 · 1941 · 1942 · 1943 · 1944 · 
1946 · 
1947 · 
1948 · 
1949 · 
1950 · 1951 · 1952 · 1953 · 1954 · 1955 · 1956 · 
1957 · 
1958 · 1959 · 1960 · 
1961 · 
1962 · 
1963 · 
1964 · 
1965 · 
1966 · 
1967 · 
1968 · 
1969 · 
1970 · 
1971 · 
1972 · 
1973 · 
1974 · 
1975 · 
1976 · 
1977 · 
1978 · 
1979 · 
1980 · 
1981 · 
1982 · 
1983 · 
1984 · 
1985 · 
1986 · 
1987 · 
1988 · 
1989 · 
1990 ·
1991 · 
1992 · 
1993 · 
1994 · 
1995 · 
1996 · 
1997 · 
1998 · 
1999 · 
2000 · 
2001 · 
2002 · 
2003 · 
2004 · 
2005 · 
2006 · 
2007 · 
2008 · 
2009 · 
2010 · 
2011 · 
2012 · 
2013 · 
2014 · 
2015 · 
2016 · 
2017 ·
2018 ·
2019 ·
2020 ·
2021
Algerije ·
Argentinië ·
Australië ·
Bahrein ·
België ·
Bolivia · 
Brazilië ·
Canada ·
Chili ·
China · 
Costa Rica ·
Cuba ·
DDR ·
Duitsland ·
Ecuador ·
Egypte ·
El Salvador ·
Engeland ·
Finland ·
Frankrijk ·
Griekenland ·
Guatemala · 
Haïti ·
Honduras ·
Hongarije ·
Hongkong ·
Ierland ·
Irak ·
Israël ·
Ivoorkust ·
Jamaica ·
Japan ·
Joegoslavië ·
Jordanië ·
Kameroen ·
Koeweit · 
Liberia · 
Marokko ·
Mexico ·
Montenegro ·
Nederland ·
Nederlandse Antillen ·
Nicaragua ·
Nieuw-Zeeland · 
Nigeria ·
Noord-Ierland ·
Noorwegen ·
Panama ·
Paraguay ·
Peru ·
Polen ·
Puerto Rico ·
Qatar ·
Roemenië ·
Saoedi-Arabië ·
Schotland ·
Senegal ·
Servië ·
Slovenië ·
Slowakije ·
Sovjet-Unie ·
Spanje ·
Trinidad en Tobago ·
Tsjecho-Slowakije ·
Tunesië · 
Turkije · 
Uruguay ·
Venezuela ·
Verenigde Arabische Emiraten · 
Verenigde Staten ·
Zuid-Afrika ·
Zuid-Korea ·
Zweden ·
Zwitserland
Brazilië (2014) ·
Engeland (2018) ·
Griekenland (2014) ·
Ivoorkust (2014) ·
Japan (2014) ·
Japan (2018) ·
Polen (2018) ·
Senegal (2018) ·
Uruguay (2014)